# 枧头镇 (万安县)
枧头镇，是中华人民共和国江西省吉安市万安县下辖的一个乡镇级行政单位。

## 行政区划
枧头镇下辖以下地区：
枧头社区、枧头村、石塘村、九斗村、建村、南洲村、珠山村、兰田村、横路村、茅坪村、下路村、龙头村、龙口村和蕉源村。